# Слепень тяншанский
Слепень тяншанский, или слепень горно-азиатский (лат. Hybomitra hunnorum) — вид слепней из подсемейства Tabaninae.

## Описание
Чёрного цвета слепни длиной тела 15—16,5 мм. Глаза в волосках с тремя полосками. Бока груди обычно в желтовато-серых волосках, редко волоски на бочках чёрные. Крылья прозрачные с тёмно-коричневыми жилками. Брюшко блестящее в черных и желтовато-серых волосках. Желтовато-серые волоски образуют срединные и боковые пятна на тергитах, а также каёмки по их заднему краю. От близкого вида Hybomitra nigricorpus отличается меньшими размерами и пятнами из волосков на брюшке.
Личинки молочно-белые длиной до 30 мм. Вершины жвал тупые. На последнем сегменте брюшка имеются хетоидные поля. Передний конец тела заострён, задний — округлённый.

## Биология
Обитает в еловых лесах и на лугах около родников, ручьёв в альпийском и субальпийском поясе на высоте от 1400 до 4000 м над уровнем моря. В Кыргызстане имаго летает с конца июля до конца августа, а в Афганистане с середины июля до конца августа или начала сентября. В течение суток активны с 8 утра до 6 часов вечера. Самки нападают как на людей и животных. Личинки обнаружены в выбросах около нор грызунов и под камнями. Развитие личинок продолжается до двух лет.

## Распространение
Встречается в горных районах Казахстана, Узбекистана, Таджикистана, Кыргызстана и Афганистана.